# 伝右川
伝右川（でんうかわ）は、埼玉県および東京都を流れる利根川水系綾瀬川支流の一級河川である。

## 地理
埼玉県さいたま市見沼区膝子の田園地帯（かつての膝子沼）に源を発する。ほぼ綾瀬川に並行して沖積平野を流れ、東京都足立区花畑で毛長川とともに綾瀬川に合流する。途中、綾瀬川への放水路である一の橋放水路や神明排水機場がある。
都市再生機構が行うみそのウイングシティの区画整理（浦和東部第一特定土地区画整理事業・岩槻南部新和西特定土地区画整理事業）などが進んでおり、埼玉高速鉄道線浦和美園駅を中心にイオン浦和美園ショッピングセンター（現・イオンモール浦和美園）などが造られている。それと同時に区画整理区域内に川が流れていることから、調節池建設や蛇行している川の直線化などが行われた。大門下池調節池の建設によって東北自動車道までの上流区間は埋め立てられ、調節池が建設されるなどしている。さいたま市緑区東大門や川口市内では区画整理が進み、川も改修され蛇行は見られなくなった。川口市や草加市内の流路沿いには桜並木がみられる。

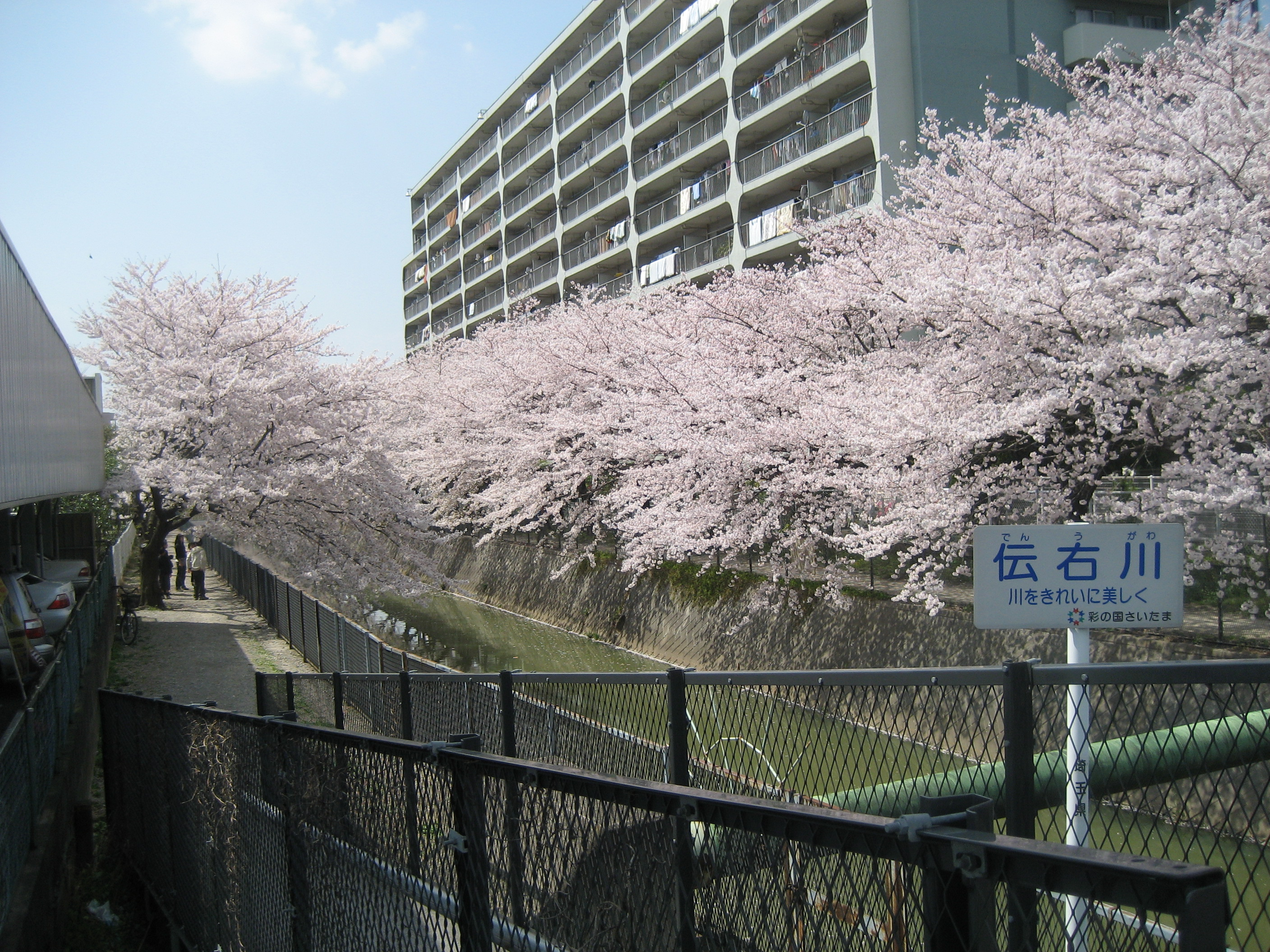
草加市内

## 流域の自治体
埼玉県
さいたま市見沼区、緑区、川口市、草加市、八潮市
東京都
足立区

## 歴史
1628年（寛永5年）に釣上新田（現・さいたま市岩槻区）の伝右衛門により新田開発を目的として開削された人工河川である農業用水路であった。当初は伝右衛門堀と呼ばれていた。

## 環境
かつては農業用排水路で流域のほぼ全域が水田地帯だったが、流域の都市化の進展により都市幹線排水路としての様相を呈することに伴い、工場や生活排水などによる水質汚濁が酷くなり、県内で水質が最悪の河川であった。現在でも綾瀬川支流の中では最も水質が悪い。そのため草加市吉町に浄化施設を設置し、水質を改善する工夫が行われている。また、埼玉高速鉄道線のトンネルを活用して荒川の水を引き込み、綾瀬川同様、伝右川に注ぐことで水質を改善する工夫も行われている。

## 支流
- 幸福川 - 川口市安行出羽付近で伝右川に注ぐ。

## 橋梁
上流より
- 埼玉県道214号新方須賀さいたま線
- 国道122号
- 東北自動車道
- 高畑新田橋
- ○○橋
- 国道463号越谷浦和バイパス
- ○○橋
- ○○橋
- ○○橋
- 国道463号
- 大門平沼橋
- 柳橋
- 横手橋
- 雷電橋
- 戸塚橋
- JR武蔵野線
- 杉本橋
- 学校橋
- 舟堀橋
- 藤久橋
- 新伝右橋
- 新境橋
- 馨橋
- 伝右橋（埼玉県道161号越谷鳩ヶ谷線）
- 伝右公園橋
- 吉長橋（埼玉県道328号金明町鳩ヶ谷線）
- 原新田橋
- 国道298号
- 学園橋
- 昭和橋
- 東西橋
- 北谷橋
- 寿橋（草加市道寿橋通り）
- 峯分橋
- 国道4号草加バイパス
- 與六橋（草加市道花栗通り）
- 桜橋（獨協さくら橋）
- 男女土橋（草加市道男女土橋通り）
- 北浦橋

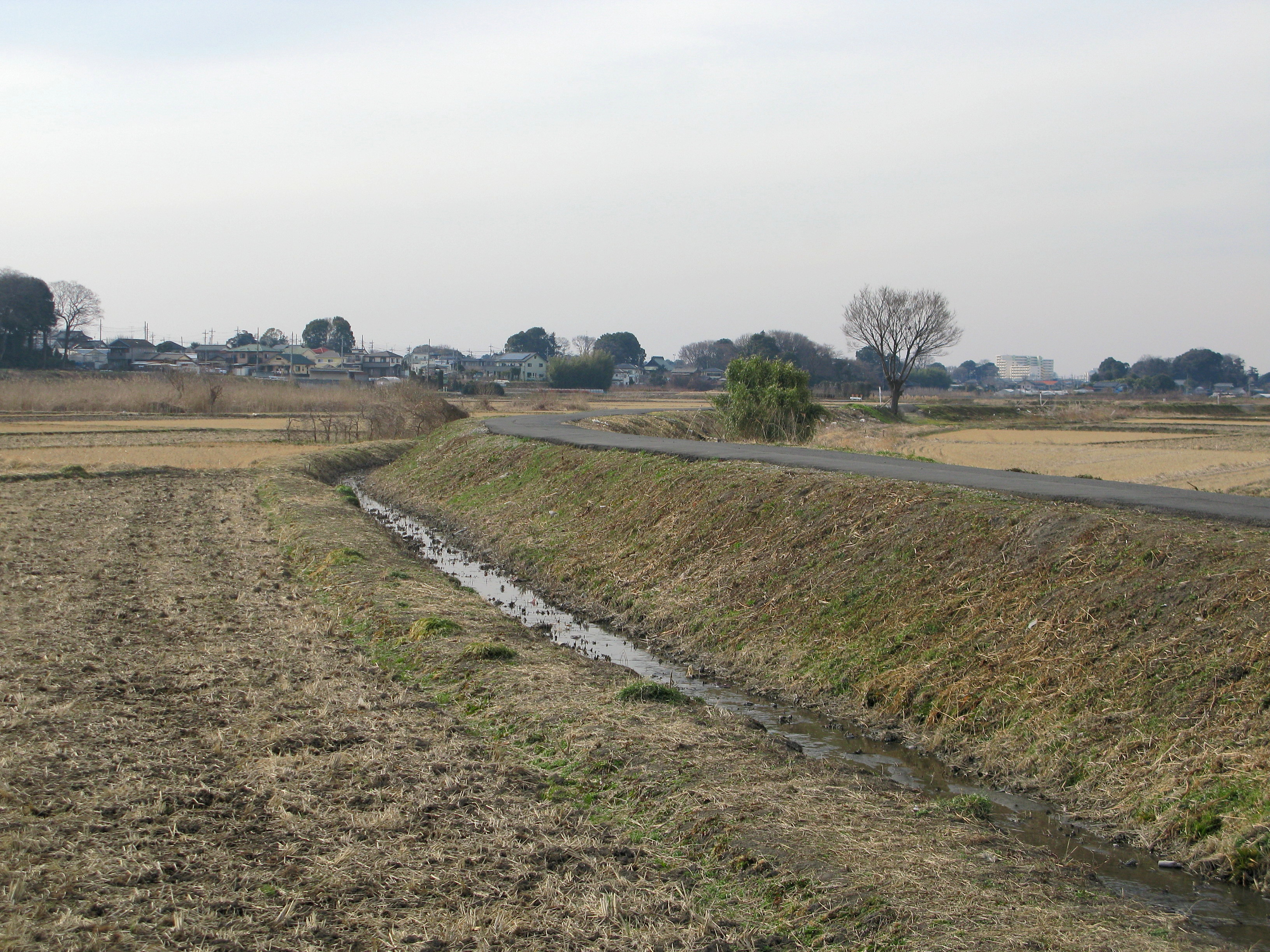
源流域（見沼区膝子地区）

- さいわい橋（埼玉県道34号さいたま草加線）
- 若草橋
- 東武伊勢崎線
- 浦寺橋
- 六丁目橋（埼玉県道49号足立越谷線）
- 甚左ェ門橋
- ○○橋
- 八条小橋
- ○○橋
- ○○橋
- ○○橋
- ○○橋

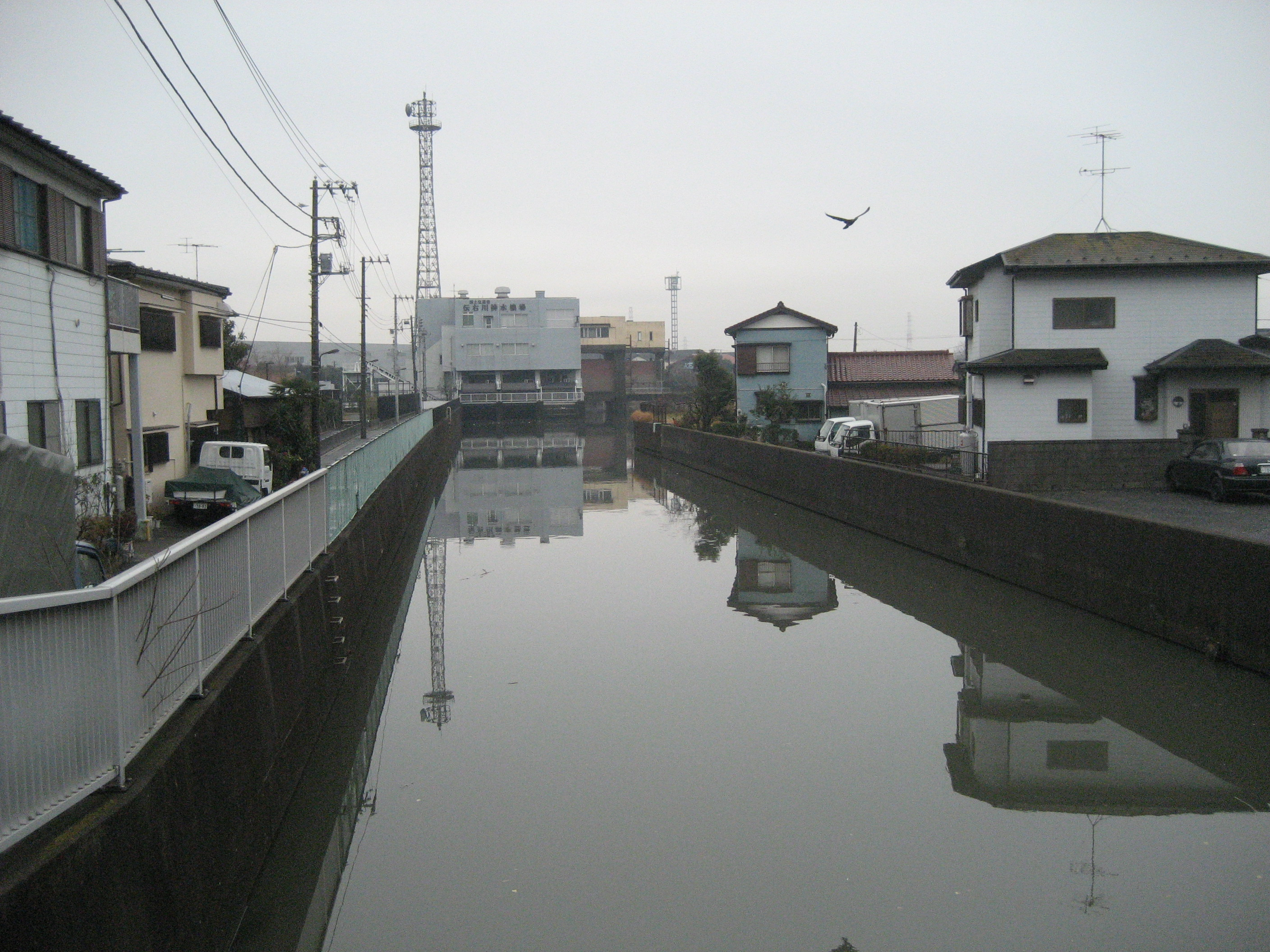
綾瀬川との合流付近（足立区）

- あずま橋（埼玉県道327号草加八潮三郷線）
- 地蔵橋（あずま通）
- ○○橋
- 上山王橋
- 山王橋（山王通）
- 古笹原橋（千葉県道・東京都道・埼玉県道54号松戸草加線）
- 谷潮橋（埼玉県道54号旧道）
- 伝右大橋（草加市道記念体育館通り）
- 伝右橋（東京都道466号内匠橋花畑線）